# Campeonato Africano de Atletismo de 1996
A 10ª edição do Campeonato Africano de Atletismo foi organizado pela Confederação Africana de Atletismo no período de 13 a 16 de junho de 1996 no Stade Ahmadou Ahidjo, em Yaoundé, nos Camarões. Foram disputadas 40 provas, com a presença de 307 atletas de 33 nacionalidades. 

## Medalhistas

### Masculino
| Evento                  | Ouro                         | Ouro     | Prata                            | Prata    | Bronze                                 | Bronze   |
| ----------------------- | ---------------------------- | -------- | -------------------------------- | -------- | -------------------------------------- | -------- |
| 100 metros              | Seun Ogunkoya · Nigéria      | 10.45    | Benjamin Sirimou · Camarões      | 10.54    | Sunday Emmanuel · Nigéria              | 10.66    |
| 200 metros              | Oumar Loum · Senegal         | 20.70    | Joseph Loua · Guiné              | 20.80    | Justice Dipeba · Botswana              | 20.90    |
| 400 metros              | Ibrahima Wade · Senegal      | 45.75    | Simon Kemboi · Quénia            | 46.00    | Samson Kipchirchir Yego · Quénia       | 46.14    |
| 800 metros              | Fred Onyancha · Quénia       | 1:46.69  | Adem Hecini · Argélia            | 1:47.17  | Kipkemboi Lagat · Quénia               | 1:47.35  |
| 1 500 metros            | Moses Kigen · Quénia         | 3:39.78  | Sammy Rono · Quénia              | 3:40.47  | Gilbert Mvuyekure · Burundi            | 3:47.95  |
| 5 000 metros            | Paul Koech · Quénia          | 13:35.13 | Simon Chemoiywo · Quénia         | 13:35.13 | Faustin Ngézahayo · Burundi            | 13:49.49 |
| 10 000 metros           | Stephen Kiogora · Quénia     | 29:16.40 | William Kipchumba · Quénia       | 29:22.30 | Isidore Nzigiyimana · Burundi          | 30:14.40 |
| 110 metros barreiras    | William Erese · Nigéria      | 13.7     | Moses Oyiki Orode · Nigéria      | 13.8     | Judex Lefou · Maurícia                 | 13.9     |
| 400 metros barreiras    | Ibou Faye · Senegal          | 49.60    | Ferrins Pieterse · África do Sul | 49.95    | El Hafni Abdel Maksoud Ibrahim · Egito | 50.74    |
| 3 000 metros obstáculos | Kipkemboi Cheruiyot · Quénia | 8:38.72  | Faustin Ngézahayo · Burundi      | 8:39.38  | Thomas Toyi · Burquina Fasso           | 8:48.99  |
| 4×100 metros estafetas  | Nigéria                      | 39.7     | Senegal                          | 39.9     | Camarões                               | 40.0     |
| 4×400 metros estafetas  | Senegal                      | 3:03.44  | Quénia                           | 3:03.53  | Maurícia                               | 3:07.20  |
| 20 km marcha            | Hatem Ghoula · Tunísia       | 1:29:48  | David Kimutai · Quénia           | 1:30:05  | Mohieddine Béni Daoud · Tunísia        | 1:31:10  |
| Salto em altura         | Khemraj Naiko · Maurícia     | 2.16     | Anthony Idiata · Nigéria         | 2.16     | Olivier Sanou · Burquina Fasso         | 2.13     |
| Salto à vara            | Anis Riahi · Tunísia         | 4.60     | Hassan Farouk Sayed · Egito      | 4.20     |                                        |          |
| Salto em comprimento    | Anis Gallali · Tunísia       | 7.81     | Cheikh Touré · Senegal           | 7.79     | Pa Modou Gai · Gâmbia                  | 7.64     |
| Salto triplo            | Paul Nioze · Seicheles       | 16.52    | Oluyemi Sule · Nigéria           | 16.17    | Roger Martial Ngouloubi · Congo        | 15.16    |
| Lançamento do peso      | Henk Booysen · África do Sul | 17.34    | Athanase Oloko · Camarões        | 14.98    | Serge Doh · Costa do Marfim            | 14.84    |
| Lançamento do disco     | Serge Doh · Costa do Marfim  | 51.92    | Christian Messi Alaga · Camarões | 48.58    | Athanase Oloko · Camarões              | 46.72    |
| Lançamento do martelo   | Hakim Toumi · Argélia        | 69.32    | Samir Haouam · Argélia           | 65.32    | Yacine Louail · Argélia                | 52.34    |
| Lançamento do dardo     | Pius Bazighe · Nigéria       | 74.78    | Louis Fouché · África do Sul     | 74.54    | Maher Ridane · Tunísia                 | 72.60    |
| Decatlo                 | Anis Riahi · Tunísia         | 7257     | Hassan Farouk Sayed · Egito      | 6788     | Sid Ali Sabour · Argélia               | 5071     |

### Feminino
| Evento                 | Ouro                                | Ouro     | Prata                             | Prata    | Bronze                                | Bronze   |
| ---------------------- | ----------------------------------- | -------- | --------------------------------- | -------- | ------------------------------------- | -------- |
| 100 metros             | Georgette Nkoma · Camarões          | 11.67    | Marliese Steyn · África do Sul    | 11.69    | Myriam Léonie Mani · Camarões         | 11.92    |
| 200 metros             | Georgette Nkoma · Camarões          | 23.1     | Marliese Steyn · África do Sul    | 23.3     | Myriam Léonie Mani · Camarões         | 23.5     |
| 400 metros             | Saidat Onanuga · Nigéria            | 52.85    | Grace Birungi · Uganda            | 53.40    | Alimata Koné · Costa do Marfim        | 54.31    |
| 800 metros             | Naomi Mugo · Quénia                 | 2:02.80  | Léontine Tsiba · Congo            | 2:09.10  | Adama Njie · Gâmbia                   | 2:10.10  |
| 1 500 metros           | Naomi Mugo · Quénia                 | 4:12.30  | Stéphanie Nicole Zanga · Camarões | 4:34.20  | Léontine Tsiba · Congo                | 4:35.60  |
| 5 000 metros           | Florence Djépé · Camarões           | 17:59.32 | Marie Python · Camarões           | 18:14.40 | Cathreen Ngwang · Camarões            | 19:27.39 |
| 100 metros barreiras   | Glory Alozie · Nigéria              | 13.62    | Lana Uys · África do Sul          | 13.78    | Mame Tacko Diouf · Senegal            | 14.21    |
| 400 metros barreiras   | Saidat Onanuga · Nigéria            | 56.64    | Lana Uys · África do Sul          | 57.05    | Kleintjie Mogotsi · África do Sul     | 60.19    |
| 4×100 metros estafetas | Camarões                            | 44.7     | Costa do Marfim                   | 45.5     | Senegal                               | 46.8     |
| 4×400 metros estafetas | Nigéria                             | 3:39.20  | Camarões                          | 3:40.50  | Gabão                                 | 3:54.80  |
| 5 km marcha            | Dounia Kara · Argélia               | 23:15.80 | Nagwa Ibrahim Ali · Egito         | 24:05.40 | Monica Akoth · Quénia                 | 24:05.70 |
| Salto em altura        | Irène Tiendrébéogo · Burquina Fasso | 1.84     | Lolita Nack · Camarões            | 1.80     | Jeanine Blé · Costa do Marfim         | 1.75     |
| Salto em comprimento   | Grace Umelo · Nigéria               | 6.13     | Béryl Laramé · Seicheles          | 5.98     | Kéné Ndoye · Senegal                  | 5.85     |
| Salto triplo           | Kéné Ndoye · Senegal                | 12.99    | Abiola Williams · Nigéria         | 12.68    | Françoise Mbango Etone · Camarões     | 12.51    |
| Arremesso de peso      | Hanan Ahmed Khaled · Egito          | 14.47    | Wafa Ismail El Baghdadi · Egito   | 14.24    | Oumou Traoré · Mali                   | 12.84    |
| Lançamento do disco    | Monia Kari · Tunísia                | 53.00    | Caroline Fournier · Maurícia      | 48.80    | Felicia Nkiru Ojiego · Nigéria        | 45.58    |
| Lançamento do dardo    | Fatma Zouhour Toumi · Tunísia       | 51.88    | Lindy Leveaux · Seicheles         | 42.24    | Monique Djikada · Camarões            | 40.78    |
| Heptatlo               | Caroline Kola · Quénia              | 5270     | Anne-Marie Mouri-Nkeng · Camarões | 4372     | Adelaïde Koudougnon · Costa do Marfim | 3453     |

## Quadro de medalhas
| Ordem | País            | Medalha de ouro | Medalha de prata | Medalha de bronze | Total |
| ----- | --------------- | --------------- | ---------------- | ----------------- | ----- |
| 1     | Nigéria         | 9               | 4                | 2                 | 15    |
| 2     | Quénia          | 8               | 6                | 3                 | 17    |
| 3     | Tunísia         | 6               | 0                | 2                 | 8     |
| 4     | Senegal         | 5               | 2                | 3                 | 10    |
| 5     | Camarões        | 4               | 8                | 7                 | 19    |
| 6     | Argélia         | 2               | 2                | 2                 | 6     |
| 7     | África do Sul   | 1               | 6                | 1                 | 8     |
| 8     | Egito           | 1               | 4                | 1                 | 6     |
| 9     | Seicheles       | 1               | 2                | 0                 | 3     |
| 10    | Costa do Marfim | 1               | 1                | 4                 | 6     |
| 11    | Maurícia        | 1               | 1                | 2                 | 4     |
| 12    | Burquina Fasso  | 1               | 0                | 2                 | 3     |
| 13    | Burundi         | 0               | 1                | 3                 | 4     |
| 14    | Congo           | 0               | 1                | 2                 | 3     |
| 15    | Guiné           | 0               | 1                | 0                 | 1     |
| 15    | Uganda          | 0               | 1                | 0                 | 1     |
| 17    | Gâmbia          | 0               | 0                | 2                 | 2     |
| 18    | Botswana        | 0               | 0                | 1                 | 1     |
| 18    | Gabão           | 0               | 0                | 1                 | 1     |
| 18    | Mali            | 0               | 0                | 1                 | 1     |